# Гайдельберзький ботанічний сад

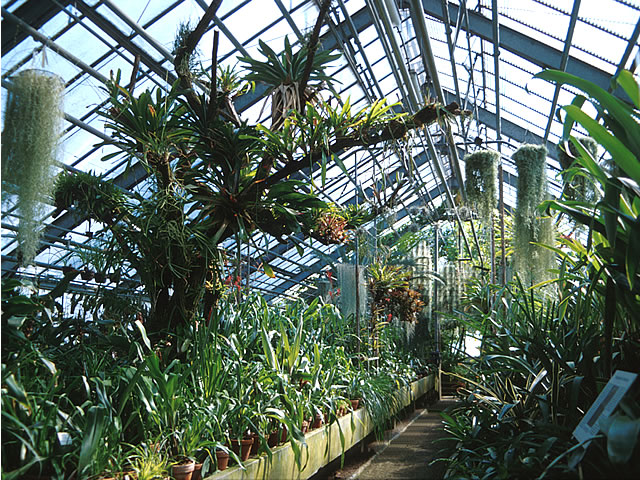
Колекція бромелієвих

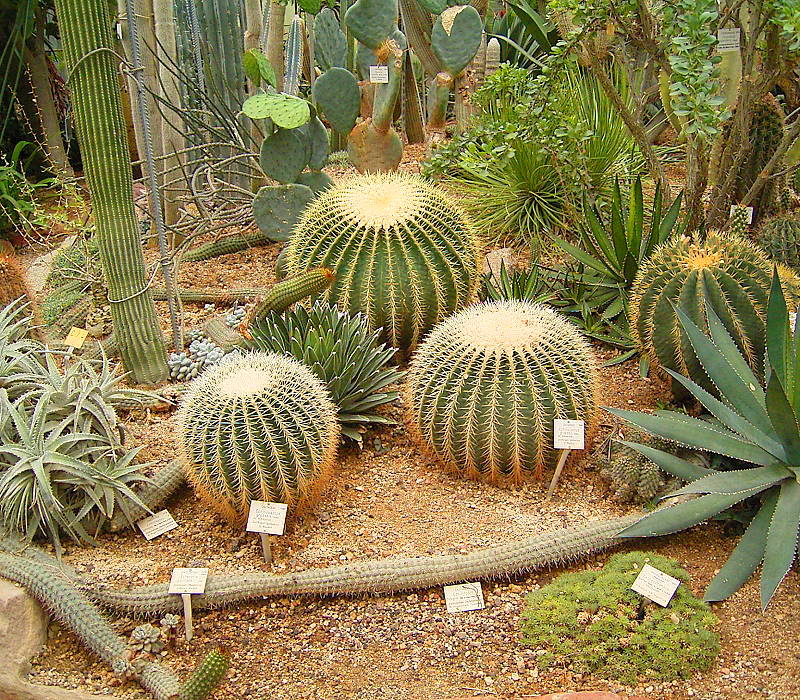
Колекція сукулентів

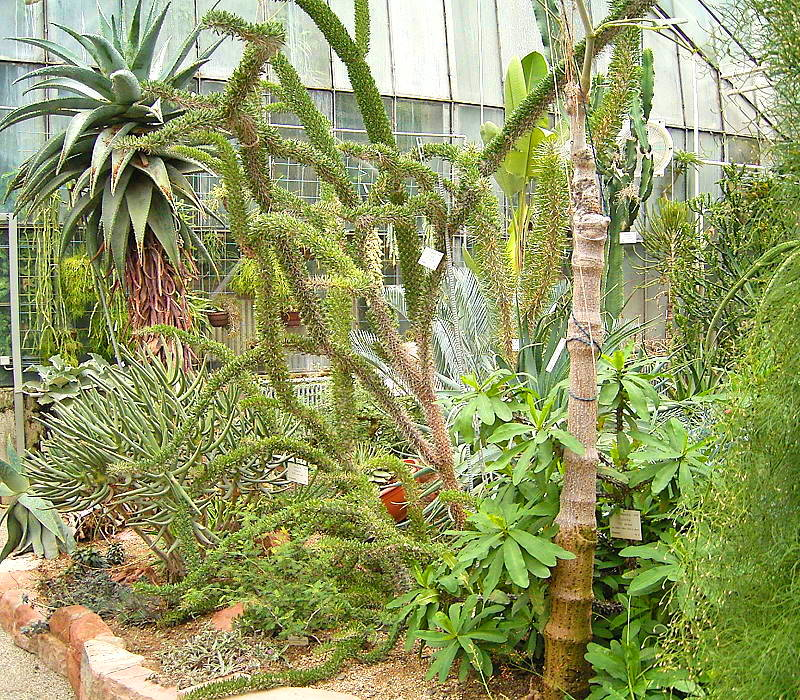
Сукуленти Старого Світу

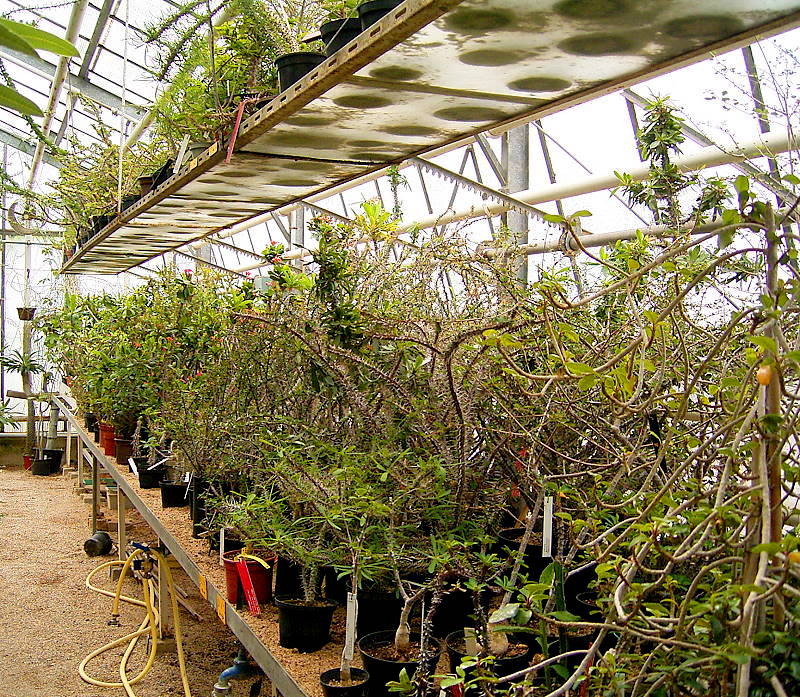
Частина колекції Euphorbia, закрита для публіки

Гейдельберзький ботанічний сад розташований в Гайдельберзі в районі Ноєнгаймер-Фельд. Він належить Гейдельберзькому університету Рупрехта-Карла та є відділом Центру вивчення організмів Гейдельберга.

## Історія
Ботанічний сад був заснований 1593 року як аптечний сад Гайдельберзького університету, що робить його третім найстарішим ботанічним садом у Німеччині.
За свою історію сад переміщувався в цілому сім разів. Для ботанічного саду дуже багато зробив Даніель Небель, який пересадив сад у 1708 році після руйнування, спричиненого Війною за пфальцьку спадщину, і чия велика колекція рослин стала основою для подальшого розвитку саду.
Нинішній сьомий сад був побудований Георгом Альбрехтом Клебсом та його головним садівником Еріхом Беніком у районі Нойенгаймер Фельд та відкритий у 1915 році. В кінці Другої світової війни сад втратив значну частину популяції рослин через бомбардування.
Під керівництвом Вернера Рауха, директора саду в 1960–1982 роках, сад отримав свої поточні великі колекції (сукуленти Старого та Нового Світу, тропічні орхідеї, бромелієві).

## Ботанічний сад сьогодні
У Гайдельберзькому ботанічному саду зараз культивується понад 14 000 видів рослин. Найцінніша частина колекції в саду знаходиться в оранжереях. Основою цього є 11 спеціальних колекцій:
- Сукуленти Старого Світу (за винятком Мадагаскару)
- Сукуленти Мадагаскару
- Сукуленти Нового Світу
- Тропічні орхідеї
- Бромелієві (сімейство ананасових)
- Саговники (сімейство цикасових)
- Рослини-хижаки
- Тропічні папороті
- Aristolochiaceae (купівельна родина лілійних)
- Cyclanthaceae (родина дискоцвітих)
- Середземноморські геофіти

Лише частина оранжерей знаходиться у вільному доступі для відвідувачів.
Ботанічний сад бере участь у науково-педагогічній роботі в біологічному та фармацевтичному інститутах Гайдельберзького університету.